# علی خلفان
شیخ علی فرزند خلفان (.... ـ ۱۱۶۵). نام کامل وی (شیخ علی بن خلفان اَلمُفلِحی ). ملقب به (شیخ علی خلفان چارکی). یکی از حکمرانان محلی و عرب نژاد در منطقهٔ شیبکوه
در سده دوازده هم هجری قمری.

## حملهٔ شیخ علی خلفان به بستک
پس از اینکه نصیر خان لاری از شکست تفنگچیان و دستگیری پسر عمویش هادیخان و شاه منصور در تدرویه و عماده ده آگاهی یافت با کمال تأثر و عصبانیت مجلسی تشکیل داده و به گفتار یکی از شعراء محلی حماسه سرائی کرد ومردم را تهیج می‌نمود. در این مجلس شیخ علی خلفان چارکی نیز حضور داشتند. شیخ علی خلفان حاکم بندر چارک و بیخه صداق شیبکوه جزء حکومت بستک و جهانگیریه بود، و به علت مخالفت و سرپیچی و تمرد، مورد تعقیب شیخ محمد بستکی قرار گرفته و متواری شده بود.
پس از مدتی سرگردانی در نقاط مختلف سر انجام به لار می‌رود. تصادفاً در آن موقع در مجلس نصیرخان حضور یافته و تعهد نمود که حسن خان و مشایخ بستک و شیبکوه را دستگیر و شیخ محمد خان بستکی را تسلیم نماید و به تحویل نصیر خان دهد. بنا براین نصیر خان عده پانصد نفر تفنگچی سواره و پیاده در اختیار شیخ علی خلفان گذارده و به‌طرف بستک اعزام داشت. چون شیخ علی خلفان به حوالی بستک رسید وبا استحکامات و حصار بندی بستک رو برو شد و نتوانست کاری از پیش ببرد، به‌ناچار شبانه به‌طور مخفی عقب‌نشینی کرده و عبور نموده به‌طرف شیبکوه.

## شیخ محمد در تعقیب شیخ علی خلفان
پس از حمله نافرجام شیخ علی خلفان به بستک و عقب نشینی او به سوی شیبکوه، حسن خان سردار دلیر شیخ محمد خان از عبور شیخ علی خلفان اطلاع حاصل نموده و به شیخ محمد خان گزارش می‌دهد. شیخ محمد خان نیز بلا فاصله ازراه کوه جناح (تنگ جناح) خودرا به محل توقف و اردوگاه شیخ علی خلفان و جمعیت نصیرخان رسانید و آن‌ها را محاصره نموده و جنگ شدیدی بین دو طرف درمی‌گیرد. شیخ علی خلفان دلیرانه جنگیده ولی در نتیجه این زد و خورد تفنگداران شیخ علی خلفان بعضی مقتول و بعضی تسلیم می‌شوند.

## کشته شدن شیخ علی خلفان
شیخ علی خلفان تسلیم نمی‌شود و مقاومت می‌کند و دلیرانه با شیخ محمد خان و تفنگدارانش تا آخرین فشنگ می‌جنگد، سر انجام تیری بر پیشانیش می‌خورد و مقتول می‌گردد. اما شیخ محمد خان از قتل شیخ علی خلفان که مردی شجاع و دلیر بود جداً متأثر می‌شود و کلیه اتباع وی که عرب بودند آزاد نموده و آن‌ها را روانه چارک و شیبکوه
می‌نماید. این واقعه در سال ۱۱۶۵ هجری قمری رخ داده‌است.